# Wideumont
Wideumont est un village de la commune belge de Libramont-Chevigny située en Région wallonne dans province de Luxembourg.
Ce petit village est divisé en deux parties séparées d'un kilomètre : Wideumont-Village et Wideumont-Station. Il fait partie de la section de Sainte-Marie-Chevigny.

## Histoire
Au cours de la Seconde Guerre mondiale, le 11 mai 1940, lendemain du déclenchement de la campagne des 18 jours, Wideumont est prise vers 9 h par les Allemands du Schützen-Regiment 2, unité de la 2e Panzerdivision qui a pour objectif de traverser la Meuse au niveau de Sedan.

## Divers

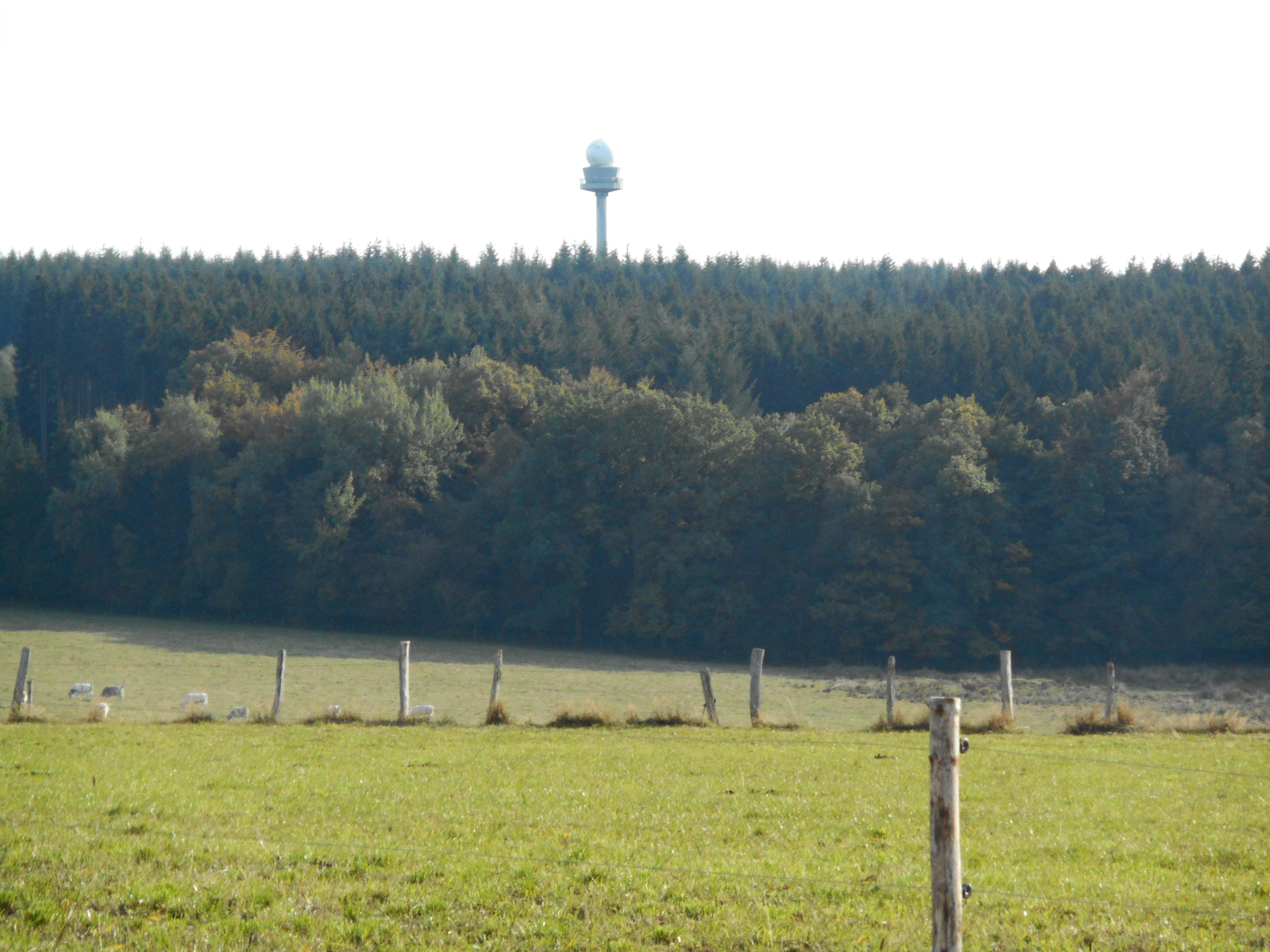
Radar météorologique de Wideumont.

Le village de Wideumont abrite une station météorologique comportant un radar de précipitations de l'Institut royal météorologique (IRM),.
La station de l'IRM propose aussi un suivi par webcam  et par snowcam .